# 马关报春
马关报春（学名：Primula chapaensis）为报春花科报春花属下的一个种。

## 扩展阅读
- 維基物種上的相關：马关报春